# Locarnói Nemzetközi Filmfesztivál
A Locarnói Nemzetközi Filmfesztivál egy nemzetközi filmfesztivál, amit Svájcban Locarno városában rendeznek meg. A fesztivált 1946-ban alapították, és minden évben augusztusban rendezik meg. A játékfilmfesztivál helyszíne a locarnói Piazza Grande (központi tér), mely 8000 fő befogadására képes.

## A Fesztivál főbb díjai

### A nemzetközi verseny díjai
- Arany Leopárd (olaszul Pardo d'oro) – a fesztivál fődíja, melyet 1946 óta a legjobb film érdemel ki.
- Ezüst Leopárd – melyet a legjobb rendezőnek ítélnek oda
- Bronz Leopárd – a legjobb színésznek és színésznőnek járó elismerés
- Zsűri különdíja

### Különdíjak
- Tiszteletbeli Leopárd (Pardo d'Onore) – 1989 óta adják át, a kortárs filmművészetben nyújtott kiemelkedő életpályáért ítélték oda
- Raimondo Rezzonico-díj – a legjobb producernek járó elismerés, melyet 2002-ben alapítottak
- Excellence Award – nemzetközi színészi tehetségeknek járó elismerés, 2004 óta adját át